# Martin Jirouš
Martin Jirouš (Ústí nad Labem, 27 novembre 1986) è un calciatore ceco, attaccante del Dukla Praga.

## Palmarès

### Club

#### Competizioni nazionali
- Campionato ceco: 1

Sparta Praga: 2009-2010

### Individuale
- Capocannoniere della Fotbalová národní liga: 1

2008-2009 (16 reti)